# Györe József
Györe József (Budapest, 1902. november 16. – Budapest, 1985. március 28.) magyar vasesztergályos, pártpolitikus, belügyminiszter, miniszterhelyettes, országgyűlési képviselő.

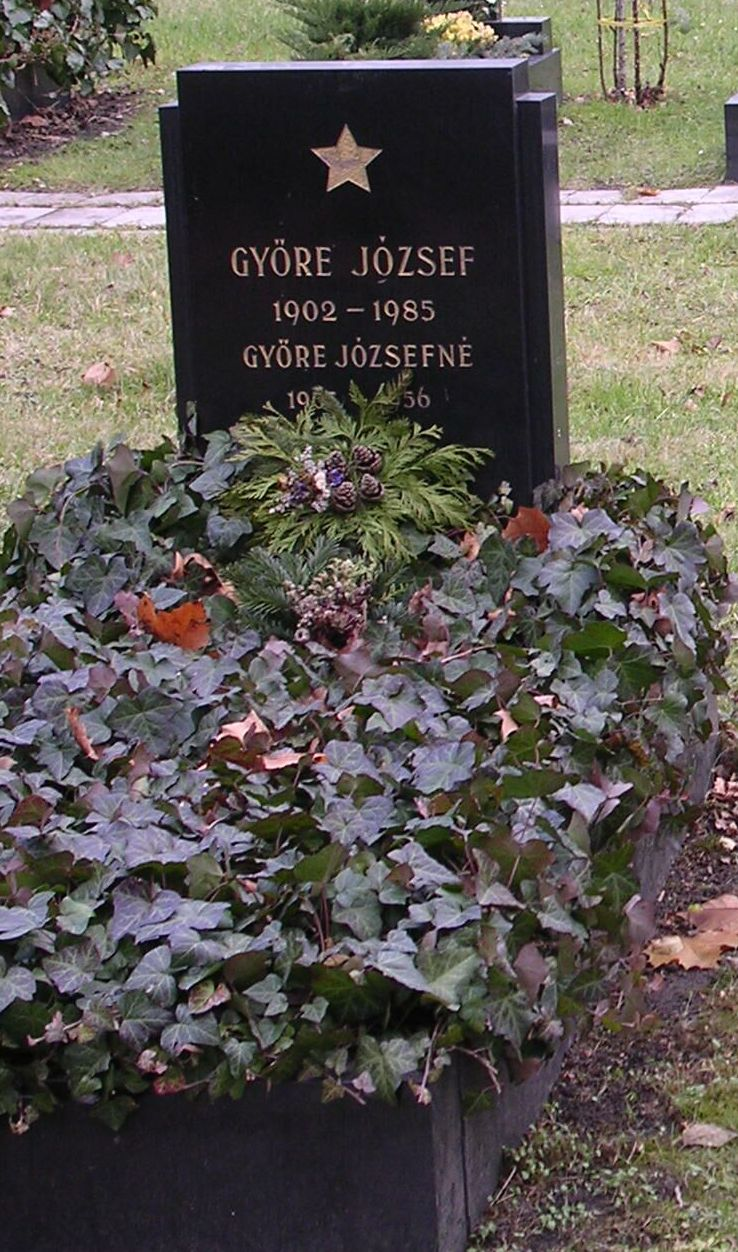
Sírja a Fiumei úti sírkertben

## Életpályája
Budapesten és Békés megyében nőtt fel. Hat elemit végzett. Vasesztergályosnak tanult; 1919-ben segédoklevelet kapott. 1916-ban a Lampart Gyár vasesztergályos-inasa, és segéde volt. 1917-ben a Szabadság Ifjúmunkás Szövetség tagja lett. 1919-ben a Kommunista Ifjúmunkás Szövetség tagja lett. 1919-ben belépett a Vasas szakszervezetbe. 1928–1933 között a kőbányai vasas területi szervezőbizottság is beválasztotta. 1930–1932 között, és 1938-tól a Lámpagyárban dolgozott. 1931–1934 között az esztergályos szervezőbizottság tagja volt. 1934-ben a Magyarországi Szociáldemokrata Párt tagja lett. 1945-től pártmunkás volt, Gödöllői Járási Nemzeti Bizottság tagja és alelnöke volt. 1946-ban kéthónapos pártiskolában tanult, majd instruktor volt a Magyar Kommunista Párt Központi Vezetősége szervezési osztályán. 1948-ban elvégezte az MDP féléves pártiskoláját is. 1949–1952 között az MDP Szabolcs-Szatmár megyei pártbizottság első titkára volt. 1951–1954 között a Magyar Demokrata Párt Központi Vezetősége tagja volt. 1952. november 14. és 1953. július 4. között Magyarország belügyminisztere volt. 1953–1955 között belügyminiszter-helyettes volt. 1954–1962 között az MDP, illetve az MSZMP Központi Ellenőrző Bizottságának tagja volt. 1956-ban az MDP Tolna megyei pártbizottság első titkára volt. A forradalom után, 1957–1962 között népbíró volt a Fővárosi Bíróságon. Népbíróként halált kért a Corvin köz parancsnokára, Iván Kovács Lászlóra. 1957-től az MSZMP Központi Revíziós Bizottság tagja volt. 1953/1958–1962 között országgyűlési képviselő volt.